# Herbert Lauffer
Herbert Lauffer (* 21. März 1900 in Danzig; † 16. Januar 1980) war ein deutscher Volkswirt, Jurist und Verwaltungsbeamter.
Nach dem Abitur nahm Lauffer ein Studium der Rechtswissenschaft und Volkswirtschaft auf, das er mit beiden juristischen Staatsexamen sowie mit der Promotion zum Dr. jur. beendete. Anschließend war er zunächst als Gerichtsassessor tätig. Später wurde er Direktor der Preußischen Zentralgenossenschaftskasse, der er zeitweise als Präsident vorstand. 1929/30 bekleidete er zusätzlich eine Stelle als Hilfsarbeiter beim Staatskommissar für die Osthilfe. 1932 schied er aus dem Direktorium der Preußischen Zentralgenossenschaftskasse aus. Nach 1933 praktizierte er als Rechtsanwalt.
Lauffer war seit 1945 als Abteilungsleiter im Niedersächsischen Wirtschaftsministerium tätig. Er erhielt 1946 die Ernennung als Staatssekretär im Niedersächsischen Ministerium für Ernährung, Landwirtschaft und Forsten und war als solcher Vertreter im Exekutivrat zur Wahl des Wirtschaftsrates der Bizone. Von 1949 bis 1951 war er Staatssekretär und Bevollmächtigter Niedersachsens beim Bund und von Februar bis Juni 1951 Staatssekretär im niedersächsischen Justizministerium. Vom 1. Juli 1951 bis zum 31. Mai 1956 amtierte er schließlich als Staatssekretär im Finanzministerium des Landes Hessen. Von 1956 bis 1964 war er Vorsitzender des Verwaltungsrates der Hessischen Landesbank-Girozentrale.